# Longitarsus aeneicollis
Longitarsus aeneicollis är en skalbaggsart som först beskrevs av Franz Faldermann 1837.  Longitarsus aeneicollis ingår i släktet Longitarsus, och familjen bladbaggar. Arten har ej påträffats i Sverige.